# Marie Paul Voûte
Marie Paul Voûte (Semarang, 1 december 1882 - Baarn, 23 oktober 1955) was een Amsterdamse koopman en kunstverzamelaar. Hij was de zoon van Mari Paul Voûte (1856-1928) en diens eerste echtgenote Josephina Carolina Johanna Margaretha Sophia Kusky (1857-1919). 
Marie Paul Voûte trouwde op 26 maart 1907 in Baarn met Carolina Louise Adrienne Holtzman (1886-1966), met wie hij zes kinderen kreeg. In 1934 kocht zijn vrouw Villa Sylva aan de Prinses Marielaan 5 in Baarn.
Na de lagere school in Nederland te hebben doorlopen slaagde hij in 1901 aan de Openbare Handelsschool te Amsterdam. Hierna kwam hij in dienst van het mede door zijn vader opgerichte bedrijf Mirandolle, Voûte & Co., een importmaatschappij van Indische producten. De firma had contacten met verschillende tabaks- en suikerondernemingen en bezat kantoren in Amsterdam, Batavia, Makassar en Soerabaya.
De eerste jaren werkte hij op het hoofdkantoor te Amsterdam. Nadat hij vanaf 1912 als deelgenoot was opgenomen werd hij in 1932 met Jacobus William Verwey mededirecteur. 
Zijn vader Mari Paul Voûte behoorde tot de oprichters van het Rembrandt-syndicaat. Naast een kunstverzameling had de jonge Marie-Paul Voûte als bibliofiel een bibliotheek opgebouwd van "Franse eerste drukken en uitgaven voor liefhebbers, ‘getruffeerd’ met brieven en documenten". Die collectie werd in 1938 in Parijs geveild. Zijn neef Emile van der Borch van Verwolde zou het verzamelen van Nederlandse en Franse letterkunde voortzetten.
Voûte zou later worden benoemd tot ridder in de Orde van de Nederlandse Leeuw. Hij werd begraven in het familiegraf op de Nieuwe algemene begraafplaats aan de Wijkamplaan in Baarn.